# Dariusz Batek
Dariusz Batek (Oświęcim, 27 d'abril de 1986) és un ciclista polonès, professional des del 2010. Competeix en carretera, ciclocròs i ciclisme de muntanya.

## Palmarès
- 2016
  - Vencedor d'una etapa al Małopolski Wyścig Górski